# Karin Freitag
Pour les articles homonymes, voir Freitag.
Karin Freitag, née le 1er avril 1980 à Sankt Marein bei Graz, est une coureuse de fond autrichienne spécialisée en marathon et en course en montagne. Elle a remporté quatorze titres nationaux en athlétisme.

## Biographie
Ayant grandi dans la ferme familiale à Sankt Marein bei Graz, Karin commence la course à pied sur le tard, à l'âge de 26 ans. Elle ne se lance réellement en compétition qu'en 2010. Le 19 septembre, elle remporte son premier marathon à Krems an der Donau, améliorant son record personnel de près d'une demi-heure en 2 h 56 min 11 s.
Le 14 août 2011, elle domine avec facilité le Kainach Bergmarathon et s'impose avec 25 minutes d'avance sur Veronika Limberger. L'épreuve comptant comme championnats d'Autriche de marathon de montagne, Karin remporte son premier titre national.
Le 6 mai 2012, elle réalise une excellente course lors du marathon de Salzbourg dominé par les Kényanes Joan Rotich et Risper Kimaiyo. Karin termine troisième, huit minutes derrière Risper et décroche le titre de championne d'Autriche de marathon.
Elle confirme en 2014 en remportant à nouveau les titres de championne d'Autriche du marathon à Salzbourg et de marathon de montagne à Kainach. Elle s'illustre également sur des distances plus courtes et ajoute le titre de championne d'Autriche de semi-marathon 2015 à son palmarès. Terminant dixième du semi-marathon Kärnten Läuft, elle se classe meilleure Autrichienne en 1 h 18 min 58 s à trois minutes devant sa plus proche rivale, Maria Hochegger.
Karin s'essaie à l'ultrafond en 2016. Le 8 mai, elle participe à la Wings for Life World Run à Munich. Faisant la course en tête, elle parvient à accélérer après 57 km, encouragée par les cyclistes. Elle termine finalement en 59,08 km, signant la deuxième meilleure performance mondiale derrière la Japonaise Kaori Yoshida. Le 8 octobre, elle termine sur la troisième marche du podium du Kaisermarathon dans le brouillard. Meilleure Autrichienne ,elle remporte le titre de championne d'Autriche de trail marathon. Le 27 novembre, elle court ses premiers 100 kilomètres à l'occasion des championnats du monde de la discipline à Los Alcázares. Prenant un départ prudent, elle ne pointe qu'en huitième position à mi-course. Mais tandis que ses adversaires faiblissent, Karin tient sa cadence et parvient à gagner des positions. Pointant en quatrième place vers la fin, elle doit cependant assurer sa position face à la remontée des Japonaises et termine au pied du podium en 7 h 45 min 58 s, établissant un nouveau record national.
Le 6 mai 2018, elle réalise une excellente course lors du marathon de Salzbourg. Courant seule en deuxième position derrière la Kényane Teresiah Kwamboka Omosa, elle décroche son cinquième titre national en marathon. Le 24 juin, elle prend part aux championnats du monde de course en montagne longue distance à Karpacz. Terminant à la douzième place, elle permet à son équipe de décrocher la médaille d'or au classement par équipes.
Le 23 avril 2021, elle décroche aisément son premier titre national sur 100 kilomètres à Langenzersdorf en battant de plus d'une demi-heure sa plus proche rivale Ulrike Striednig. Le 3 juillet, elle améliore largement son record personnel sur 24 heures lors des championnats d'Autriche de la discipline à Bad Blumau. Seule Autrichienne à courir plus de 200 km, elle décroche ainsi le titre.
Le 17 septembre 2022, elle prend le départ des championnats d'Europe de 24 heures à Vérone. Elle y effectue une solide course et termine meilleure Autrichienne à la seizième place. Avec 229,457 kilomètres parcourus, elle établit un nouveau record national de l'épreuve.

## Palmarès

### Route
| Année | Compétition                               | Lieu                  | Place | Épreuve        | Performance     |
| ----- | ----------------------------------------- | --------------------- | ----- | -------------- | --------------- |
| 2010  | Marathon de Wachau                        | Krems an der Donau    | 1re   | Marathon       | 2 h 56 min 11 s |
| 2010  | Marathon de Graz                          | Graz                  | 4e    | Marathon       | 2 h 54 min 28 s |
| 2011  | Marathon de Linz                          | Linz                  | 5e    | Marathon       | 3 h 2 min 59 s  |
| 2011  | Drei-Länder Marathon                      | Brégence              | 5e    | Marathon       | 2 h 54 min 21 s |
| 2012  | Semi-marathon de Wels                     | Wels                  | 2e    | Semi-marathon  | 1 h 19 min 53 s |
| 2012  | Marathon de Salzbourg                     | Salzbourg             | 3e    | Marathon       | 2 h 47 min 14 s |
| 2013  | Semi-marathon de Linz                     | Linz                  | 3e    | Semi-marathon  | 1 h 21 min 12 s |
| 2013  | Marathon de Graz                          | Graz                  | 2e    | Marathon       | 2 h 46 min 4 s  |
| 2013  | Semi-marathon Garda Trentino              | Riva del Garda        | 1re   | Semi-marathon  | 1 h 18 min 36 s |
| 2014  | Marathon de Vienne                        | Vienne                | 8e    | Marathon       | 2 h 52 min 8 s  |
| 2014  | Marathon de Salzbourg                     | Salzbourg             | 2e    | Marathon       | 2 h 49 min 45 s |
| 2014  | Semi-marathon Garda Trentino              | Riva del Garda        | 2e    | Semi-marathon  | 1 h 19 min 31 s |
| 2014  | Marathon de Florence                      | Florence              | 4e    | Marathon       | 2 h 44 min 31 s |
| 2015  | Marathon de Linz                          | Linz                  | 3e    | Marathon       | 2 h 42 min 32 s |
| 2015  | Marathon de Graz                          | Graz                  | 1re   | Marathon       | 2 h 43 min 12 s |
| 2015  | Championnats d'Autriche de semi-marathon  | Velden am Wörther See | 1re   | Semi-marathon  | 1 h 18 min 59 s |
| 2015  | Semi-marathon Garda Trentino              | Riva del Garda        | 3e    | Semi-marathon  | 1 h 18 min 36 s |
| 2015  | Marathon de Pise                          | Pise                  | 1re   | Marathon       | 2 h 42 min 56 s |
| 2016  | Marathon de Salzbourg                     | Salzbourg             | 3e    | Marathon       | 2 h 44 min 27 s |
| 2016  | Championnats du monde du 100 kilomètres   | Los Alcázares         | 4e    | 100 kilomètres | 7 h 45 min 58 s |
| 2017  | Marathon de Linz                          | Linz                  | 2e    | Marathon       | 2 h 46 min 30 s |
| 2017  | Drei-Länder Marathon                      | Brégence              | 4e    | Marathon       | 2 h 47 min 14 s |
| 2017  | Marathon de Lausanne                      | Lausanne              | 2e    | Marathon       | 2 h 54 min 49 s |
| 2018  | Semi-marathon de Linz                     | Linz                  | 1re   | Semi-marathon  | 1 h 19 min 48 s |
| 2018  | Marathon de Salzbourg                     | Salzbourg             | 2e    | Marathon       | 2 h 45 min 26 s |
| 2018  | Semi-marathon Garda Trentino              | Riva del Garda        | 2e    | Semi-marathon  | 1 h 20 min 25 s |
| 2019  | Marathon de Linz                          | Linz                  | 2e    | Marathon       | 2 h 44 min 16 s |
| 2021  | Championnats d'Autriche du 100 kilomètres | Langenzersdorf        | 1re   | 100 kilomètres | 8 h 16 min 17 s |
| 2021  | Championnats d'Autriche de 24 heures      | Bad Blumau            | 1re   | 24 heures      | 203,61 km       |
| 2022  | Championnats d'Autriche du 100 kilomètres | Langenzersdorf        | 1re   | 100 kilomètres | 8 h 33 min 32 s |
| 2022  | Marathon de Salzbourg                     | Salzbourg             | 3e    | Marathon       | 3 h 6 min 34 s  |
| 2024  | Championnats d'Autriche du 100 kilomètres | Tulln an der Donau    | 1re   | 100 kilomètres | 8 h 18 min 57 s |

### Course en montagne
| no  | féminin            | Course                                                      | Longueur | Départ             | Temps           |
| --- | ------------------ | ----------------------------------------------------------- | -------- | ------------------ | --------------- |
| 17e | Médaille d'or      | Championnats d'Autriche de marathon de montagne             | 44 km    | 14 août 2011       | 4 h 10 min 56 s |
| 28e | Médaille de bronze | Course de montagne du Kitzbüheler Horn                      | 12,9 km  | 26 août 2012       | 1 h 19 min 13 s |
| 33e | Médaille d'argent  | Zugspitz Extremberglauf                                     | 17,9 km  | 7 juillet 2013     | 2 h 9 min 59 s  |
| 24e | Médaille de bronze | Course de montagne du Kitzbüheler Horn                      | 12,9 km  | 25 août 2013       | 1 h 14 min 3 s  |
| 10e | Médaille d'or      | Championnats d'Autriche de marathon de montagne             | 44 km    | 10 août 2014       | 4 h 0 min 48 s  |
| 14e | Médaille d'or      | Course de montagne du Kitzbüheler Horn                      | 12,9 km  | 24 août 2014       | 1 h 12 min 44 s |
| 15e | Médaille d'argent  | Course de montagne du Karwendel                             | 11 km    | 18 juillet 2015    | 1 h 18 min 37 s |
| 56e | 6e                 | Championnats du monde de course en montagne longue distance | 42,2 km  | 18 juin 2016       | 4 h 39 min 54 s |
| 55e | Médaille de bronze | Course de montagne du Karwendel                             | 11 km    | 16 juillet 2016    | 1 h 18 min 49 s |
| 14e | Médaille de bronze | Kaisermarathon                                              | 42,2 km  | 8 octobre 2016     | 3 h 53 min 55 s |
| 44e | 5e                 | Marathon de la Jungfrau                                     | 42,2 km  | 9 septembre 2017   | 3 h 40 min 51 s |
| 18e | Médaille de bronze | Course de montagne du Kitzbüheler Horn                      | 10,5 km  | 26 août 2018       | 58 min 12 s     |
| 15e | Médaille d'or      | Marathon du Stelvio                                         | 42,2 km  | 15 juin 2019       | 4 h 24 min 9 s  |
| 21e | Médaille d'or      | Course de montagne du Kitzbüheler Horn                      | 11,7 km  | 23 août 2020       | 1 h 12 min 55 s |
| 12e | Médaille d'or      | Championnats d'Autriche de marathon de montagne             | 44 km    | 31 juillet 2022    | 4 h 9 min 20 s  |
| 14e | Médaille d'or      | Course de Schlickeralm                                      | 11,5 km  | 3 septembre 2022   | 1 h 11 min 55 s |
| 14e | Médaille d'argent  | Course de montagne de Gamperney                             | 8,8 km   | 21 mai 2023        | 57 min 11 s     |
| 12e | Médaille d'argent  | LGT Alpin Marathon                                          | 42,2 km  | 3 juin 2023        | 3 h 57 min 28 s |
| 22e | Médaille de bronze | Marathon de Zermatt                                         | 42,2 km  | 1er juillet 2023   | 4 h 5 min 19 s  |
| 13e | Médaille d'argent  | Course de montagne du Kitzbüheler Horn                      | 12,9 km  | 3 septembre 2023   | 1 h 15 min 31 s |
| 10e | Médaille d'argent  | Course de Schlickeralm                                      | 11,5 km  | 9 septembre 2023   | 1 h 13 min 59 s |
| 23e | Médaille d'argent  | Course de montagne du Kitzbüheler Horn                      | 12,9 km  | 1er septembre 2024 | 1 h 19 min 34 s |

## Records
| Épreuve        | Épreuve        | Performance          | Date               | Lieu          |
| -------------- | -------------- | -------------------- | ------------------ | ------------- |
| 800 mètres     | 800 mètres     | 2 min 38 s 80        | 17 septembre 2017  | Rovereto      |
| 1 500 mètres   | 1 500 mètres   | 5 min 11 s 01        | 7 juillet 2016     | Innsbruck     |
| 3 000 mètres   | Plein air      | 10 min 26 s 37       | 16 septembre 2017  | Rovereto      |
| 3 000 mètres   | En salle       | 10 min 15 s 64       | 18 février 2017    | Vienne        |
| 5 000 mètres   | 5 000 mètres   | 17 min 29 s 20       | 8 août 2015        | Kapfenberg    |
| 10 000 mètres  | 10 000 mètres  | 36 min 10 s 7        | 25 août 2016       | Innsbruck     |
| 5 kilomètres   | 5 kilomètres   | 18 min 34 s          | 23 juin 2012       | Innsbruck     |
| 10 kilomètres  | 10 kilomètres  | 36 min 44 s          | 24 septembre 2016  | Itter         |
| Semi-marathon  | Semi-marathon  | 1 h 17 min 7 s       | 29 mars 2015       | Caldaro       |
| Marathon       | Marathon       | 2 h 42 min 0 s       | 23 octobre 2016    | Lucques       |
| 50 kilomètres  | 50 kilomètres  | 3 h 24 min 43 s      | 1er septembre 2019 | Brașov        |
| 100 kilomètres | 100 kilomètres | 7 h 45 min 58 s (NR) | 27 novembre 2016   | Los Alcázares |
| 24 heures      | 24 heures      | 229,457 km (NR)      | 18 septembre 2022  | Vérone        |